# Georgie Torres
Pour les articles homonymes, voir Torres.
George « Georgie » Torres Dougherty, né le 21 septembre 1957 à New York, aux États-Unis, est un joueur et entraîneur portoricain de basket-ball. Il évolue durant sa carrière au poste de meneur.

## Palmarès
- Champion des Amériques 1980, 1995
- Finaliste des Jeux panaméricains de 1979